# Agefi (Luxembourg)
Ne pas confondre avec le quotidien et hebdomadaire français L'Agefi ainsi que le quotidien suisse L'Agefi.
Agefi Luxembourg est un journal mensuel et quotidien luxembourgeois créé par L’Écho de la Bourse (aujourd’hui
L'Écho) en 1988 qui traite l'actualité financière, économique et européenne à Luxembourg. Il est édité par la société anonyme Agefi Luxembourg – Le Journal Financier de Luxembourg.

## Historique
Agefi Luxembourg a été créé en septembre 1988 avec pour seul actionnaire Monsieur Alfred Sluse. En 1989, plusieurs actionnaires institutionnels luxembourgeois, soucieux de doter la place financière de Luxembourg d’un journal exclusivement financier, rentrèrent dans le capital.
En Belgique l'Agefi signifiait autrefois Agence économique et financière
Le siège et la rédaction sont à Kehlen au Luxembourg. Agefi Luxembourg est distribué en kiosques dans le Grand-Duché de Luxembourg et par abonnements. Chaque exemplaire reprend 45 à 60 pages d'informations économiques et financières. Les archives d'Agefi Luxembourg sur Internet constituent la base de données médiatique privée en ligne la plus ancienne à Luxembourg (1996).
Depuis 2005 sa gestion est assurée par Adelin Remy qui en est l'éditeur.
Le mensuel papier est distribué 11 fois par an, un fax ou newsletter quotidien 4 fois par semaine disponible sur papier et sur Internet.

## Sources
1. http://www.finyear.com/Agefi-Luxembourg-a-vingt-ans_a7902.html

2. http://index.paperjam.lu/c/224_Agefi-Luxembourg/index.html
https://www.lecho.be/actualite/archive/deces-de-notre-ancien-confrere-alfred-sluse/8224859.html
https://www.agefi.lu/Mensuel-Article.aspx?date=Sep-2009&mens=147&rubr=983&art=11761